# Janani Luwum

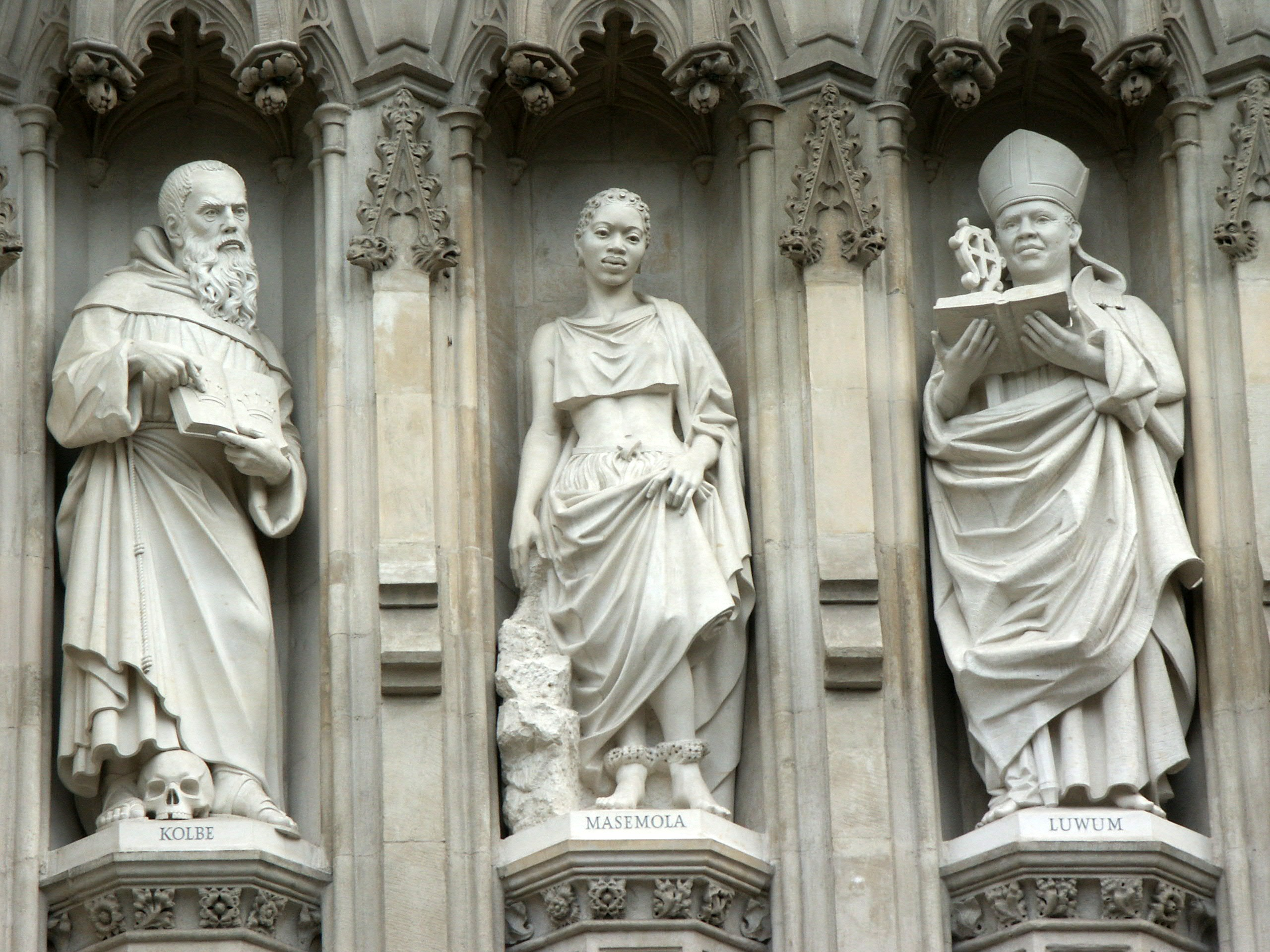
Statue Luwums (rechts) am Großen Westportal von Westminster Abbey

Janani Jakaliya Luwum (* 6. Januar 1922 Mucwini, Chua, Kitgum im Acholiland in Uganda; † 16. Februar 1977) war ein ugandischer Lehrer, anglikanischer Priester, Erzbischof von Uganda mit Sitz in Kampala und Märtyrer.

## Leben und Wirken
Der Acholi Luwum wuchs als Sohn von Eliya Okello and Aireni Aciro in einer christlichen Hirtenfamilie auf. Er konnte die Gulu High School und danach das Boroboro Teacher Training in Lira im Lango-Distrikt besuchen. Er arbeitete zunächst als Lehrer und trat 1948 im Rahmen der damaligen ostafrikanischen Erweckung zum Christentum über. Bald wurde er Evangelist und er kämpfte auch gegen Alkohol- und Nikotinmissbrauch, was die lokalen Autoritäten gegen ihn aufbrachte. 1949 begann er am theologischen Kolleg in Buwalasi seine theologische Ausbildung. 1953 wurde er als Katechet und Diakon eingesetzt, 1956 wurde er als Priester ordiniert und in der Oberen Nil Diözese eingesetzt. Nach einem weiteren einjährigen theologischen Studium in England am Saint Augustine’s College in Canterbury wurde er zunächst Gemeindepfarrer und lehrte am Kolleg in Buwalasi. Nach einem zweiten Aufenthalt in England, bei dem er am London College of Divinity lernte, wurde er Direktor des Kollegs in Buwalasi. 1966 wurde er Provinzialsekretär der Kirche von Uganda, Ruanda, Burundi und Boga-Zaire. Am 25. Januar 1969 wurde er zum Bischof von Norduganda ernannt und schließlich am 9. Juni 1974 während der gewalttätigen Herrschaft Idi Amins Erzbischof von Uganda, Ruanda, Burundi und Boga-Zaire.
Die Spannungen zwischen Kirchenführern und dem Regime von Idi Amin nahmen 1976 stark zu. Bischof Festo Kivengere hielt am 30. Januar 1977 eine Predigt zum Wert des Lebens (englisch: The Preciousness of Life) vor Regierungsmitgliedern, in der er gegen den Terror des Regimes Amins gegenüber der Bevölkerung protestierte. Dies führte zu einer Gegenreaktion der Amin-Regierung, die das Haus Luwums am 5. Februar auf Waffen durchsuchen ließ. Daraufhin sandten Luwum und die meisten Bischöfe am 8. oder 12. Februar einen scharfen Protestbrief an Amin. Dieser beschuldigte den Erzbischof nun des Landesverrats und ließ ihn, sechs Bischöfe sowie die zwei als bekennende Christen bekannten Minister Arphaxas Charles Oboth Ofumbi und Wilson Oryema festnehmen. Bei der Überführung ins Gefängnis am 16. Februar 1977 wurde der Erzbischof nach Verlautbarung der ugandische Behörden bei einem Autounfall gemeinsam mit den beiden Ministern getötet. Es besteht jedoch kein Zweifel daran, dass Luwum in Wahrheit von den Gefolgsleuten Amins ermordet wurde. Einige angebliche Augenzeugen berichten sogar davon, dass Luwum vom wütenden Amin persönlich erschossen worden sein soll, nachdem er, anstatt eine Bekenntnisschrift zu unterzeichnen, fortfuhr zu beten.
Am 19. Februar 1977 wurde sein Leichnam in einem Sarg heimlich in sein Heimatdorf gebracht und dort auf dem Friedhof Wii Gweng bestattet. Ein Gedenkgottesdienst mit 4.500 Teilnehmenden fand am 20. Februar in der Kathedrale St. Paul in Namirembe in Kampala statt. Eine weitere Erinnerungsfeier mit 10.000 Besuchern wurde in Nairobi durchgeführt. Wie bereits Bischof Festo Kivengere und dessen Frau flüchteten auch seine hinterbliebene Frau Mary Lawinyo Luwum und ihre neun Kinder nach Ruanda.

## Gedenken und Ehrungen
- Der 16. Februar ist heute der Gedenktag der Anglikanischen Kirche Ugandas zu Ehren Luwums,[5] in der Church of England ist es der 17. Februar.[6]
- Eine Statue des Erzbischofs Luwum wurde beim Eingang an der Westseite der Westminster Abbey aufgestellt.[7]